# Front Islàmic Revolucionari de Manipur
El Front Islàmic Revolucionari de Manipur és una organització que defensa els interessos de la minoria musulmana dels estats del nord-est de l'Índia. Les branques principals són les d'Assam i Manipur. La seva branca militar és l'Exèrcit Islàmic Unit d'Alliberament de Manipur que també és la branca militar del Front Unit Islàmic d'Alliberament de Manipur i del Front Nacional Islàmic de Manipur.
Demana el reconeixement de la identitat islàmica pels musulmans de Manipur.
El president es A.P. Khan, el vicepresident Muhammad Helan Khan, el comandant en cap Latif Shah àlies Nahatombu, el secretari de finances Abdul Saifur i el de propaganda Muhammad Saiful alias Alam Khan.